# Richard Prey
Richard Prey (* 4. Oktober 1908 in Arnswalde; † 18. Dezember 1953 in Berlin) ist ein Todesopfer des DDR-Grenzregimes vor dem Bau der Berliner Mauer. Er wurde am Kontrollpunkt Melchiorstraße bei einer Kontrolle erschossen.

## Todesumstände
Der gelernte Steinsetzer Richard Prey war 1908 in Arnswalde in Pommern geboren. Er war geschieden und lebte in der Muskauer Straße in Berlin-Kreuzberg.
Am 18. Dezember 1953 wollte Prey am Kontrollpunkt Melchiorstraße die Grenze von Ost- nach West-Berlin überqueren. Er trug einen Rucksack mit Lebensmitteln und Wäsche, die er in Ost-Berlin gekauft hatte und nach West-Berlin mitnehmen wollte. Das war trotz der durchlässigen Grenze verboten und wurde in der DDR als Schmuggel bestraft. Als die beiden Volkspolizisten, die als Grenzposten eingesetzt waren, seinen Ausweis sehen wollten, versuchte er deshalb eine Kontrolle zu vermeiden. Er wich auf ein unbebautes Ruinengrundstück aus. Als er nach Anruf und einem Warnschuss nicht stehenblieb, schoss der Wachtmeister Alfred F. mit einem Karabiner auf ihn und traf ihn zwei Mal in den Unterleib. Prey blieb etwa 20 Meter vor der Sektorengrenze liegen. Er wurde in das Krankenhaus Mitte gebracht, wo er in der Nacht bei einer Notoperation starb.
Der Fall wurde durch die Ost-Berliner Mordkommission untersucht. West-Berliner Zeitungen berichteten über den Vorfall.
1997 ermittelten Polizei und Staatsanwaltschaft, konnten aber die Identität und den Aufenthaltsort des Schützen nicht ausfindig machen. Das Verfahren musste 1998 eingestellt werden.